# 사회보장국
미 연방 사회보장국(영어: United States Social Security Administration, SSA)은 은퇴, 장애 및 생존자혜택 등으로 구성된 사회보험 프로그램인 사회보장제도를 관리하는 미국 연방정부 산하의 독립기관이다. 이러한 혜택들을 받기위해 대부분의 근로자는 소득에 대해 사회보장세를 납부하고 있다.
신청자의 혜택은 납세자 개개인의 근로소득에 따른 기여에 근거한다. 그렇지 않을 경우 생활보조금 (SSI)과 같은 각자의 형편을 기준으로 책정되는 지원금을 신청할 수 있다.
사회보장국은 미국법 42 U.S.C. § 901항에 의해 설립되었다.
1935년 사회보장위원회 (Social Security Board)란 명칭으로 설립된 이후 1946년에는 지금의 기관명으로 변경되었다. 2019년 6월 낸시 베리힐 (Nancy Berryhill) 대행의 후임으로 앤드류 사울 (Andrew Saul) 위원장이 임명되었다.
SSA는 볼티모어 서쪽의 메릴랜드주 우드론에 본부가 위치하고 있다. 해당기관 산하에는 10개의 지국과 8개의 프로세싱센터, 약 1300개의 현장사무소 및 37개의 콜센터가 있다.
2018년을 기준으로 SSA에는 약 60,000여 명의 직원이 근무하고 있다. SSA의 일반직원은 미국공무원연맹이 대표한다.
사회보장제도는 미국에서 가장 규모가 큰 사회복지 프로그램이다. 2014년 한 해 동안 사회보장제도로 지출된 예산은 9천 64억 달러로 미국 연방정부 지출의 21%에 해당한다.

## 역사
새로이 신설된 사회보장제도를 관리감독 하기 위해 사회보장법 (Social Security Act)에 의거해 사회보장위원회 (Social Security Board, SSB)가 만들어졌다.
사회보장위원회는 프랭클린 루즈벨트 대통령이 1935년 8월14일에 서명한 서명한 뉴딜 정책의 일환으로 도입된 사회보장법에 의해 창설되었다.
사회보장위원회는 대통령이 선임한 3명의 위원으로 구성되었으며 예산이나 직원, 혹은 사무기기도 없이 시작되었다. 따라서 당시 해리 홉킨스가 수장으로 있던 연방 긴급구호국으로부터 임시로 예산을 확보해야 했다. 새로이 창설된 위원회의 초대 법률고문은 Thomas Elliott이다.
미 연방 사회보장국의 첫 사무소는 1936년 텍사스 오스틴에 개설됐다.
사회보장세는 1937년 1월부터 처음으로 징수됐고, 1회 한정의 일시불 지원금도 이때부터 시작됐다. 매월 지급되는 퇴직수당을 최초로 수령한 인물은 버몬트주, Brattleboro 거주의 Ida May Fuller였다. 1940년 1월 31일자로 처음 지급된 그녀의 은퇴연금은 월 22달러 54센트였다.
1939년 사회보장위원회는 공중보건국, 시민보전국 등의 기관들과 함께 행정부처 중 하나인 연방보안국 (Federal Security Agency)으로 통합됐다.
1946년 사회보장위원회는 해리 S. 트루먼 대통령에 의해 사회보장국 (SSA)으로 명칭이 변경됐다.
1953년에는 연방보안국 (Federal Security Agency)이 폐지되면서 사회보장국 (SSA)은 1980년부터 보건복지부 (Department of Health and Human Services) 로 명칭이 바뀐 당시의 보건교육복지부 산하로 통합되었다.
1972년부터는 인플레이션이 연금 등의 고정수입에 미치는 영향을 완화하기 위해 생계비 상승에 따른 혜택지원인상분 (COLA)이 SSA 프로그램에 반영 되었다.
1994년 빌 클린턴 대통령이 서명한 42 U.S.C. § 901항에 의거해 사회보장국을 미 행정부 산하의 독립기관으로 지정했다.

## 범위

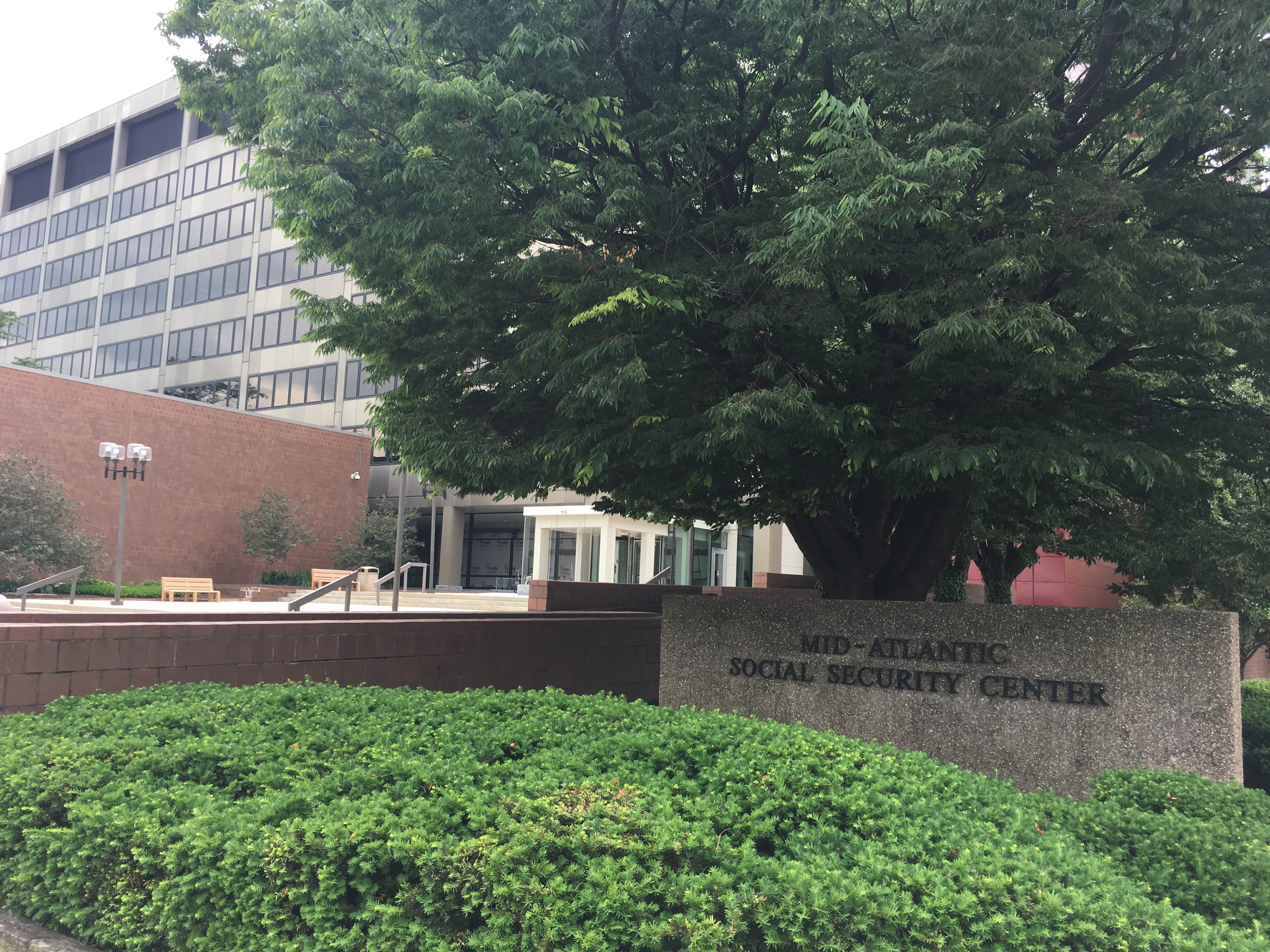
필라델피아의 대서양 중부 프로그램 서비스 센터

사회보장법에 따른 SSA의 프로그램 가입 대상은 미 대륙과 알래스카, 하와이, 괌, 북 마리아나 제도 등 미국영토에 거주하는 65세 미만의 근로자들을 포함한다.
철도회사직원이나 주정부, 혹은 지방정부 공무원들을 제외한 모든 근로자들이 사회보장제도에 참여해야 했다.
1939년부터는 사회보장프로그램 가입에 대한 연령제한이 폐지됐다.
철도 노동자들은 사회보장국이 설립되기 이전부터 철도연금위원회를 통해 은퇴연금이 보장되고 있었다. 오늘날에도 여전히 여러 철도연금들의 일부는 사회보장연금과 '동등한'것으로 간주되고 있다. 또한 철도 노동자들도 노인의료보험 프로그램인 메디케어에 참여하고 있다.

## 신생아 이름 선호도 조사보고서
매년 어머니날 직전에 미 연방 사회보장국은 사회보장카드 신청기록을 근거로 전년도 미국에서 출생한 아기들의 이름 중 가장 선호된 이름들의 명단을 발표한다.
이 보고서에는 각 성별 당 가장 일반적인 1,000개의 이름이 포함된다. SSA 공식 인터넷 웹사이트에서는 각 연도별로 가장 선호된 아기이름들의 명단을 제공하고 있다.

## 같이 보기
- 재정

## 추가 자료
- 사회보장 장애복지사를 위한 핸드북, David Traver, James Publishing, 2006, ISBN 1-58012-033-4
- 사회보장제도 핸드북, Social Security Administration, "Online Social Security Handbook".